# Arvid Knös
Arvid Erik Knös, född 31 augusti 1856 i Uppsala, död 5 mars 1915 i Stockholm, var en svensk ingenjör. 
Knös blev student vid Uppsala universitet 1875, elev vid Kungliga Tekniska högskolan 1877 och avlade avgångsexamen 1881. Han var biträdande ingenjör vid Statens järnvägsbyggnader samma år och vid Värtans hamnbyggnad 1882, posthavande ingenjör vid Stockholms vattenledning 1883 och vid Stockholms gasverk 1883–84, arbetschef vid gatu- och vägförvaltningen i Göteborg 1885, avdelningschef vid Stockholms gasverk 1886, arbetschef vid byggandet av Värtagasverket 1890 och avdelningschef vid Stockholms gasverk vid Värtan 1893–1911.
Knös var son till teologen Anders Erik Knös samt bror till ingenjören Carl Johan och teologen Vilhelm Knös.